# 扎萨克博多勒噶台亲王
科尔沁左翼后旗扎萨克和硕博多勒噶台亲王为清朝内扎萨克蒙古科尔沁左翼后旗的世袭扎萨克和硕亲王。清崇德元年（1636年），皇太极封栋果尔为镇国公。顺治七年（1650年），晋封扎萨克多罗郡王。咸丰五年（1855年），僧格林沁因军功晋封博多勒噶台亲王，诏世袭罔替。满洲国时期，该旗扎薩克在1932年廢除由旗長取代。

## 扎萨克博多勒噶台亲王世系
| 世代     | 姓名           | 年份           | 备注                  |
| -------- | -------------- | -------------- | --------------------- |
| 第一代   | 栋果尔         | 1636年－1643年 |                       |
| 第二代   | 彰吉伦         | 1648年－1664年 | 栋果尔子              |
| 第三代   | 布达礼         | 1664年－1684年 | 彰吉伦子              |
| 第四代   | 札噶尔         | 1684年－1685年 | 布达礼子              |
| 第五代   | 岱布           | 1685年－1710年 | 札噶尔子              |
| 第六代   | 阿喇布坦       | 1710年－1716年 | 岱布子                |
| 第七代   | 罗卜藏喇什     | 1716年－1738年 | 阿喇布坦弟            |
| 第八代   | 齐默特多尔济   | 1738年－1782年 | 罗卜藏喇什子          |
| 第九代   | 巴勒珠尔       | 1782年－1783年 | 齐默特多尔济弟        |
| 第十代   | 索特纳木多布斋 | 1783年－1825年 | 巴勒珠尔子            |
| 第十一代 | 僧格林沁       | 1825年－1865年 | 索特纳木多布斋嗣子    |
| 第十二代 | 伯彦讷谟祜     | 1865年－1891年 | 僧格林沁子            |
| 第十三代 | 阿穆尔灵圭     | 1891年－1930年 | 伯彦讷谟祜孙 那尔苏子 |